# Kylie Palmer
Kylie Palmer, född 25 februari 1990 i Brisbane, är en australisk simmare.
Palmer blev olympisk guldmedaljör på 4 × 200 meter frisim vid sommarspelen 2008 i Peking.